# Sha Tin Wai (stacja MTR)
Sha Tin Wai (chiński: 沙田圍) – jedna ze stacji MTR, systemu szybkiej kolei w Hongkongu, na linii Tuen Ma Line (początkowo na linii Ma On Shan Rail, otwartej 21 grudnia 2004). 
Obsługuje obszar mieszkalny Sha Tin Wai w dzielnicy Sha Tin, w Nowych Terytoriach.